# Michael Ludwig von Appel
Michael Ludwig Edler von Appel, avstrijski general, * 21. februar 1856, † 1. februar 1915.

## Življenjepis
Izhajal je iz številne vojaške družine: oče podmaršal Joseph von Appel (1785–1855), stari oče po očetovi strani podmaršal Franz Seraph von Appel, stric generaladjutant Christian von Appel (1787–1854), stric podmaršal Ludwig Franz Mechtild Appel (1809–1875), bratranec Johann Nepomuk von Appel (1856–1915), brat Christian von Appel (1831–1859) in brat podmaršal Joseph Ritter von Appel (1823–1888).
Bil je poveljnik 34. pehotnega polka (1896–1903), žandarmerije za Bosno in Hercegovino (1903–1907), 7. gorske brigade (1907–1908), 1. pehotne divizije (1908–1911) in 15. korpusa (september 1911–januar 1915)

## Pregled vojaške kariere
Napredovanja
- poročnik: 1876
- nadporočnik: 1881
- stotnik 1. razreda: 1887
- major: 1892
- podpolkovnik: 1895
- polkovnik: 1898
- generalmajor: 1. november 1904 (retroaktivno z dnem 30. oktobrom 1904)
- podmaršal: 1. november 1908 (retroaktivno z dnem 29. oktobrom 1908)
- general pehote: 1. maj 1913 (retroaktivno z dnem 29. majem 1913)